# The Wooers of Mountain Kate
The Wooers of Mountain Kate è un cortometraggio muto del 1912 diretto da Allan Dwan. Prodotto dall'American Film Manufacturing Company (con il nome Flying A), fu distribuito dalla Film Supply Company e uscì in sala il 24 ottobre 1912.